# Yamamoto Kaito
Kaito Yamamoto (山本 海人 Yamamoto Kaito, sinh ngày 10 tháng 7 năm 1985 ở Shizuoka) là một cầu thủ bóng đá người Nhật Bản hiện tại thi đấu cho đội bóng ở J2 League Yokohama FC.

## Sự nghiệp
Sau khi làm việc với hệ thống trẻ của S-Pulse, anh ký bản hợp đồng chuyên nghiệp với đội bóng vào đầu mùa giải 2004. Yamamoto là người thay thế cho Yohei Nishibe.
Anh là thành viên của đội tuyển Nhật Bản tham dự vòng chung kết tại Thế vận hội Mùa hè 2008.

## Thống kê sự nghiệp

### Câu lạc bộ
Cập nhật đến ngày 6 tháng 1 năm 2018.
| Câu lạc bộ       | Mùa giải | Giải vô địch | Giải vô địch | Cúp1    | Cúp1      | Cúp Liên đoàn2 | Cúp Liên đoàn2 | Tổng    | Tổng      |
| Câu lạc bộ       | Mùa giải | Số trận      | Bàn thắng    | Số trận | Bàn thắng | Số trận        | Bàn thắng      | Số trận | Bàn thắng |
| ---------------- | -------- | ------------ | ------------ | ------- | --------- | -------------- | -------------- | ------- | --------- |
| Shimizu S-Pulse  | 2004     | 0            | 0            | 0       | 0         | 0              | 0              | 0       | 0         |
| Shimizu S-Pulse  | 2005     | 0            | 0            | 0       | 0         | 0              | 0              | 0       | 0         |
| Shimizu S-Pulse  | 2006     | 0            | 0            | 0       | 0         | 2              | 0              | 2       | 0         |
| Shimizu S-Pulse  | 2007     | 1            | 0            | 1       | 0         | 2              | 0              | 4       | 0         |
| Shimizu S-Pulse  | 2008     | 13           | 0            | 1       | 0         | 3              | 0              | 17      | 0         |
| Shimizu S-Pulse  | 2009     | 20           | 0            | 1       | 0         | 8              | 0              | 29      | 0         |
| Shimizu S-Pulse  | 2010     | 0            | 0            | 3       | 0         | 0              | 0              | 3       | 0         |
| Shimizu S-Pulse  | 2011     | 20           | 0            | 3       | 0         | 2              | 0              | 25      | 0         |
| Shimizu S-Pulse  | 2012     | 8            | 0            | 2       | 0         | 9              | 0              | 19      | 0         |
| Vissel Kobe      | 2013     | 18           | 0            | 0       | 0         | -              | -              | 18      | 0         |
| Vissel Kobe      | 2014     | 28           | 0            | 0       | 0         | 8              | 0              | 36      | 0         |
| Vissel Kobe      | 2015     | 29           | 0            | 1       | 0         | 8              | 0              | 38      | 0         |
| Vissel Kobe      | 2016     | 0            | 0            | 0       | 0         | 0              | 0              | 0       | 0         |
| JEF United Chiba | 2017     | 2            | 0            | 1       | 0         | -              | -              | 3       | 0         |
| Yokohama FC      | 2018     |              |              |         |           | -              | -              |         |           |
| Tổng             | Tổng     | 139          | 0            | 13      | 0         | 42             | 0              | 194     | 0         |

1Bao gồm Cúp Hoàng đế Nhật Bản.
2Bao gồm J. League Cup.